# I Want to Be Your Man
I Want to Be Your Man is een nummer van de Amerikaanse zanger Roger, frontman van de band Zapp, uit 1987. Het is eerste single van zijn derde soloalbum Unlimited!.
Rogers broer Larry, die ook in Zapp zit, heeft meegeschreven aan het nummer. "I Want to Be Your Man" werd een grote hit in Amerika, waar het de 3e positie haalde in de Billboard Hot 100. Ook in Duitsland en het Nederlandse taalgebied werd het nummer een hit. In de Nederlandse Top 40 haalde het de 9e positie, en in de Vlaamse Radio 2 Top 30 kwam het een plekje lager.